# Стівенсвілл (Меріленд)
Стівенсвілл (англ. Stevensville) — переписна місцевість (CDP) в США, в окрузі Графство королеви Анни штату Меріленд. Населення — 7442 особи (2020).

## Географія
Стівенсвілл розташований за координатами 38°58′28″ пн. ш. 76°19′6″ зх. д. / 38.97444° пн. ш. 76.31833° зх. д. (38.974553, -76.318368).  За даними Бюро перепису населення США в 2010 році переписна місцевість мала площу 16,67 км², уся площа — суходіл.

## Демографія
Згідно з переписом 2010 року, у переписній місцевості мешкали 6803 особи в 2396 домогосподарствах у складі 1854 родин. Густота населення становила 408 осіб/км².  Було 2644 помешкання (159/км²).
Расовий склад населення:
| - 93,8 % — білих - 2,3 % — чорних або афроамериканців - 1,5 % — азіатів - 0,3 % — корінних американців |

До двох чи більше рас належало 1,5 %. Частка іспаномовних становила 2,6 % від усіх жителів.
За віковим діапазоном населення розподілялося таким чином: 27,5 % — особи молодші 18 років, 64,4 % — особи у віці 18—64 років, 8,1 % — особи у віці 65 років та старші. Медіана віку мешканця становила 39,4 року. На 100 осіб жіночої статі у переписній місцевості припадало 100,8 чоловіків;  на 100 жінок у віці від 18 років та старших — 97,6 чоловіків також старших 18 років.
Середній дохід на одне домашнє господарство  становив 112 364 долари США (медіана — 97 519), а середній дохід на одну сім'ю — 124 846 доларів (медіана — 112 826). Медіана доходів становила 67 796 доларів для чоловіків та 58 150 доларів для жінок. За межею бідності перебувало 2,5 % осіб, у тому числі 0,0 % дітей у віці до 18 років та 7,6 % осіб у віці 65 років та старших.
Цивільне працевлаштоване населення становило 3707 осіб. Основні галузі зайнятості: освіта, охорона здоров'я та соціальна допомога — 24,7 %, науковці, спеціалісти, менеджери — 14,1 %, роздрібна торгівля — 11,1 %, мистецтво, розваги та відпочинок — 11,0 %.